# Annakapelle (Altshausen)

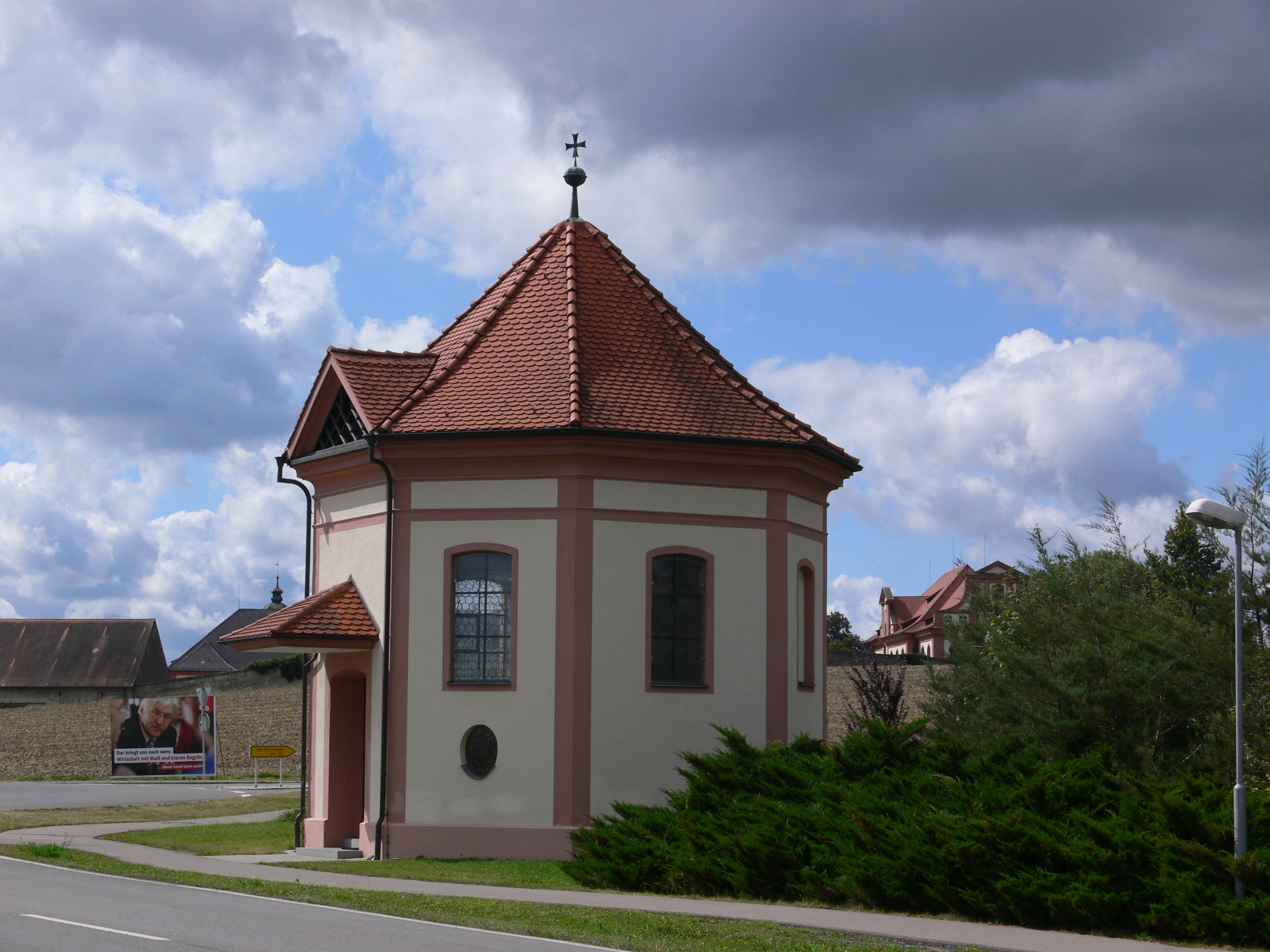
Annakapelle (2009)

Die katholische Annakapelle in Altshausen im Landkreis Ravensburg in Oberschwaben liegt nordöstlich außerhalb der Gemeinde an der Landstraße 286 nach Ebersbach-Musbach.

## Geschichte
Die Gemeinde Altshausen war in den Jahren 1246 bis 1806 Bestandteil der Deutschordenskommende Altshausen. Im Jahre 1748 wurde die Kapelle im Auftrag des Deutschen Ordens vom Deutschordensbaumeister Johann Caspar Bagnato errichtet.

## Bau

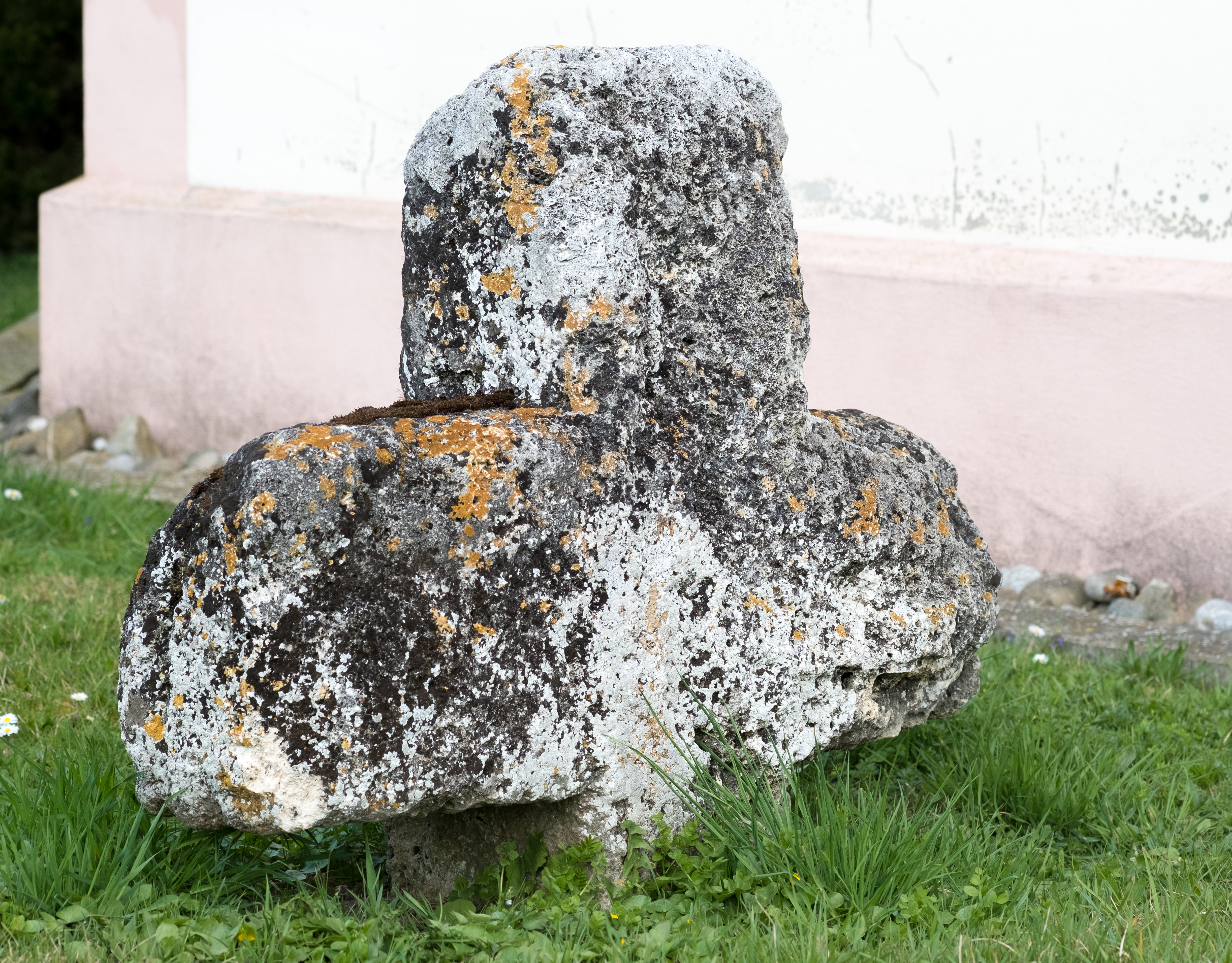
Sühnekreuz Annakapelle

Der oktonale Bauwerk hat ein kegelförmiges Dach mit Erker. Auf der Mitte des Daches ist ein Tatzenkreuz in der Form des Deutschordenskreuzes angebracht. Möglicherweise diente die Kirche vom Heiligen Grab in Jerusalem als Vorbild für den Rundbau. Die Patronin der Kapelle, die heilige Anna, ist in einer Altarnische der Kapelle dargestellt.
Die Deckenfresken zeigen die drei theologischen Tugenden Glaube (Kreuz und Kelch), Liebe (Gefäß mit Feuer), Hoffnung (Abbildung eines Ankers). Das vierte Deckenbild zeigt den heiligen Michael, Patron der Pfarrkirche von Altshausen.
Neben der Kapelle befindet sich ein Sühnekreuz.